# 地方気象台
地方気象台（ちほうきしょうだい）は、気象台の一種で、気象庁の地方支分部局の一つ。北海道に6か所、沖縄県に3か所、そのほか管区気象台がない41府県にそれぞれ1か所ずつ、合計50か所置かれている。

## 沿革
明治の近代気象業務開始から戦前まで、現在の気象台のほとんどは測候所として設立され業務を拡充してきている。運営していたのは府県や民間で、1937年から1939年にかけて国営に移管した。
- 1939年（昭和14年）11月1日 - 中央気象台名古屋、金沢、米子、沖縄支台、仙台測候所から、名古屋、金沢、米子、沖縄、仙台地方気象台に改称
- 1943年（昭和18年）11月15日 - 金沢、米子地方気象台から金沢、米子測候所に改称。新潟、広島測候所から新潟、広島地方気象台に改称。
- 1945年（昭和20年）8月11日 - 仙台、名古屋、広島地方気象台、高松測候所から、仙台、名古屋、広島、高松管区気象台に改称
- 1946年（昭和21年）6月27日 - 新潟地方気象台から、新潟管区気象台に改称
- 1949年（昭和24年）11月1日 - 新潟、名古屋、広島、高松管区気象台から、新潟、名古屋、広島、高松地方気象台に改称
- 1952年（昭和27年）4月 - 鹿児島測候所から、鹿児島地方気象台に改称
- 1957年（昭和32年）9月1日 - 旭川、室蘭、釧路、網走、稚内、青森、盛岡、秋田、山形、福島、水戸、宇都宮、前橋、熊谷、銚子、横浜、甲府、長野、富山、金沢、福井、岐阜、静岡、津、彦根、京都、奈良、和歌山、鳥取、松江、岡山、徳島、松山、高知、下関、佐賀、熊本、大分、宮崎測候所から、地方気象台に改称。
- 1972年（昭和47年）5月15日 - 沖縄の本土復帰に伴い、八重山、宮古島、南大東島気象台から、石垣島、宮古島、南大東島地方気象台に改称
- 2013年（平成25年）10月 -気象業務法及び国土交通省設置法の一部を改正する法律（平成25年法律第23号）の施行により、函館、神戸、長崎海洋気象台から、函館、神戸、長崎地方気象台に改称

## 業務
気象官署として人員が配置され、それぞれ受け持ちの府県予報区を対象に、防災情報である注意報・警報の発表、天気予報の発表、気象・地震の観測を行う。現在帯広・名瀬の2か所にある測候所は一部の予報区を分掌して警報類の発表を分担しており、気象台はそれを監理（バックアップ）する。
なおかつては、気象台が県庁所在地にない県のうち、千葉市（千葉県）と山口市（山口県）は測候所を通じて、浦和市（当時）は熊谷地方気象台の連絡事務所を埼玉県庁内に設置して、それぞれ情報伝達を行っていた。ただし、大津市には測候所も連絡事務所も置かれていなかった。

## 組織
地方気象台の組織は基本的に、法律の国土交通省設置法、政令の国土交通省組織令および省令の気象庁組織規則が階層的に規定しており、以下のようになっている。
- 地方気象台
  - 台長
  - 次長（南大東島地方気象台を除く。）（省令第121条第1項）
  - 広域防災管理官（新潟、名古屋、広島及び高松地方気象台に限る。）（省令第121条の2第1項）
  - 気象防災情報調整官（新潟、名古屋、広島、高松及び鹿児島地方気象台に限る。）（省令第121条の3第1項）
  - 地震津波火山防災情報調整官（新潟、名古屋、広島、高松及び鹿児島地方気象台に限る。）（省令第121条の4第1項）
  - 業務・危機管理官
    - (業務・危機管理グループ)

  - 防災管理官
    - （防災グループ）

  - 観測予報管理官
    - (観測予報グループ)

## 各地方気象台と管轄区域
航空地方気象台を除いて示す。

気象台の位置

- 気象庁（本庁）（全国予報中枢及び関東甲信地方予報中枢官署）（東京都港区）
- 札幌管区気象台（北海道地方予報中枢官署）（北海道札幌市中央区）
  - 函館地方気象台（北海道函館市）
  - 旭川地方気象台（北海道旭川市）
  - 室蘭地方気象台（北海道室蘭市）
  - 釧路地方気象台（北海道釧路市）
  - 網走地方気象台（北海道網走市）
  - 稚内地方気象台（北海道稚内市）
- 仙台管区気象台（東北地方予報中枢官署）（宮城県仙台市宮城野区）
  - 青森地方気象台（青森県青森市）
  - 盛岡地方気象台（岩手県盛岡市）
  - 秋田地方気象台（秋田県秋田市）
  - 山形地方気象台（山形県山形市）
  - 福島地方気象台（福島県福島市）
- 東京管区気象台（東京都清瀬市）
  - 水戸地方気象台（茨城県水戸市）
  - 宇都宮地方気象台（栃木県宇都宮市）
  - 前橋地方気象台（群馬県前橋市）
  - 熊谷地方気象台（埼玉県熊谷市）
  - 銚子地方気象台（千葉県銚子市）
  - 横浜地方気象台（神奈川県横浜市中区）
  - 甲府地方気象台（山梨県甲府市）
  - 長野地方気象台（長野県長野市）
  - 新潟地方気象台（北陸地方予報中枢官署）（新潟県新潟市中央区）
  - 富山地方気象台（富山県富山市）
  - 金沢地方気象台（石川県金沢市）
  - 福井地方気象台（福井県福井市）
  - 名古屋地方気象台（東海地方予報中枢官署）（愛知県名古屋市千種区）
  - 岐阜地方気象台（岐阜県岐阜市）
  - 静岡地方気象台（静岡県静岡市駿河区）
  - 津地方気象台（三重県津市）
- 大阪管区気象台（近畿地方予報中枢官署）（大阪府大阪市中央区）
  - 彦根地方気象台（滋賀県彦根市）
  - 京都地方気象台（京都府京都市中京区）
  - 神戸地方気象台（兵庫県神戸市中央区）
  - 奈良地方気象台（奈良県奈良市）
  - 和歌山地方気象台（和歌山県和歌山市）
  - 広島地方気象台（中国地方予報中枢官署）（広島県広島市中区）
  - 鳥取地方気象台（鳥取県鳥取市）
  - 松江地方気象台（島根県松江市）
  - 岡山地方気象台（岡山県岡山市北区）
  - 高松地方気象台（四国地方予報中枢官署）（香川県高松市）
  - 徳島地方気象台（徳島県徳島市）
  - 松山地方気象台（愛媛県松山市）
  - 高知地方気象台（高知県高知市）
- 福岡管区気象台（九州北部（山口含む）地方予報中枢官署）（福岡県福岡市中央区）
  - 下関地方気象台（山口県下関市）
  - 佐賀地方気象台（佐賀県佐賀市）
  - 長崎地方気象台（長崎県長崎市）
  - 熊本地方気象台（熊本県熊本市西区）
  - 大分地方気象台（大分県大分市）
  - 鹿児島地方気象台（九州南部地方予報中枢官署）（鹿児島県鹿児島市）
  - 宮崎地方気象台（宮崎県宮崎市）
- 沖縄気象台（沖縄地方予報中枢官署）（沖縄県那覇市）
  - 宮古島地方気象台（沖縄県宮古島市）
  - 石垣島地方気象台（沖縄県石垣市）
  - 南大東島地方気象台（沖縄県島尻郡南大東村）

## 画像一覧

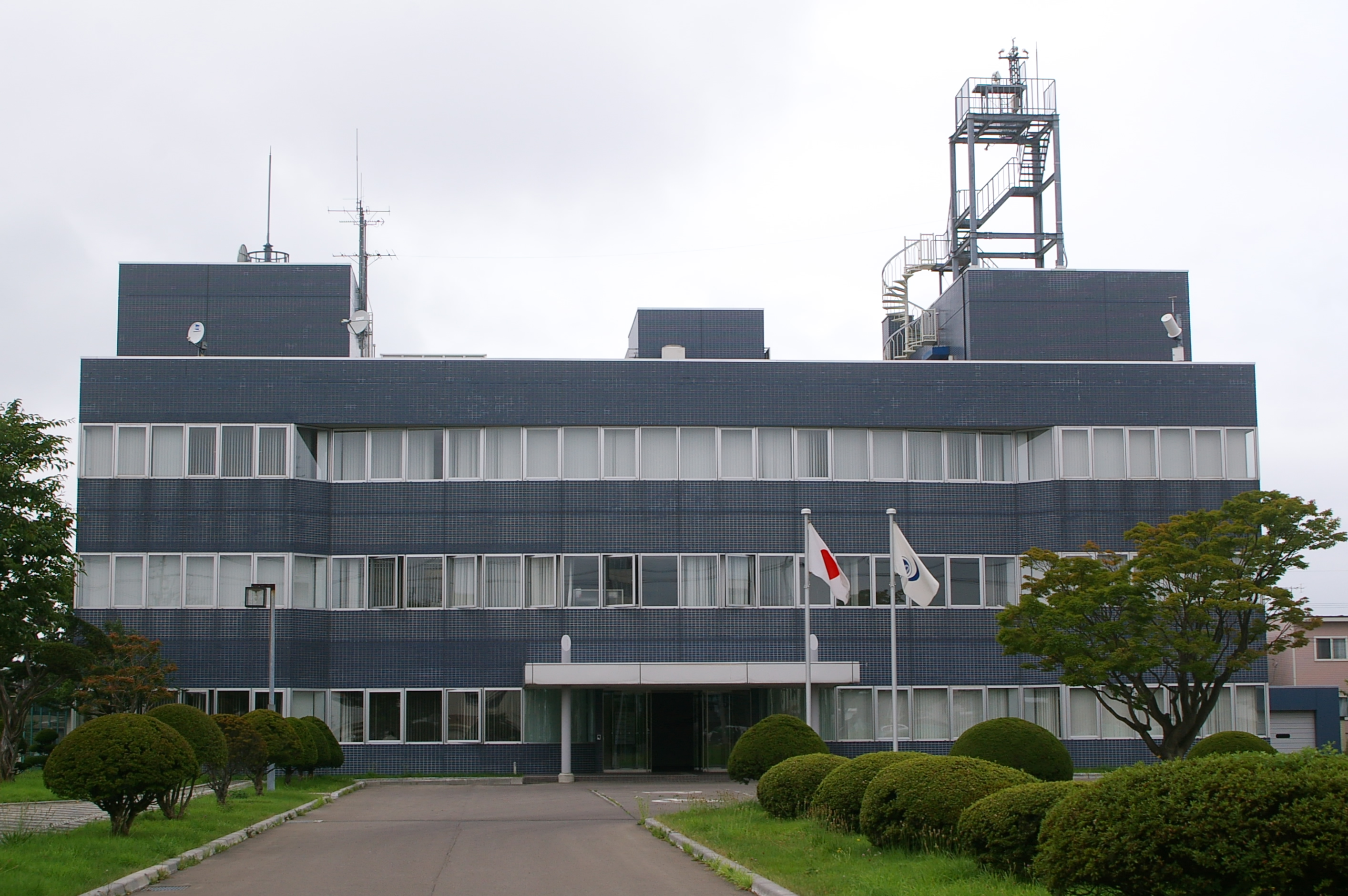
函館地方気象台
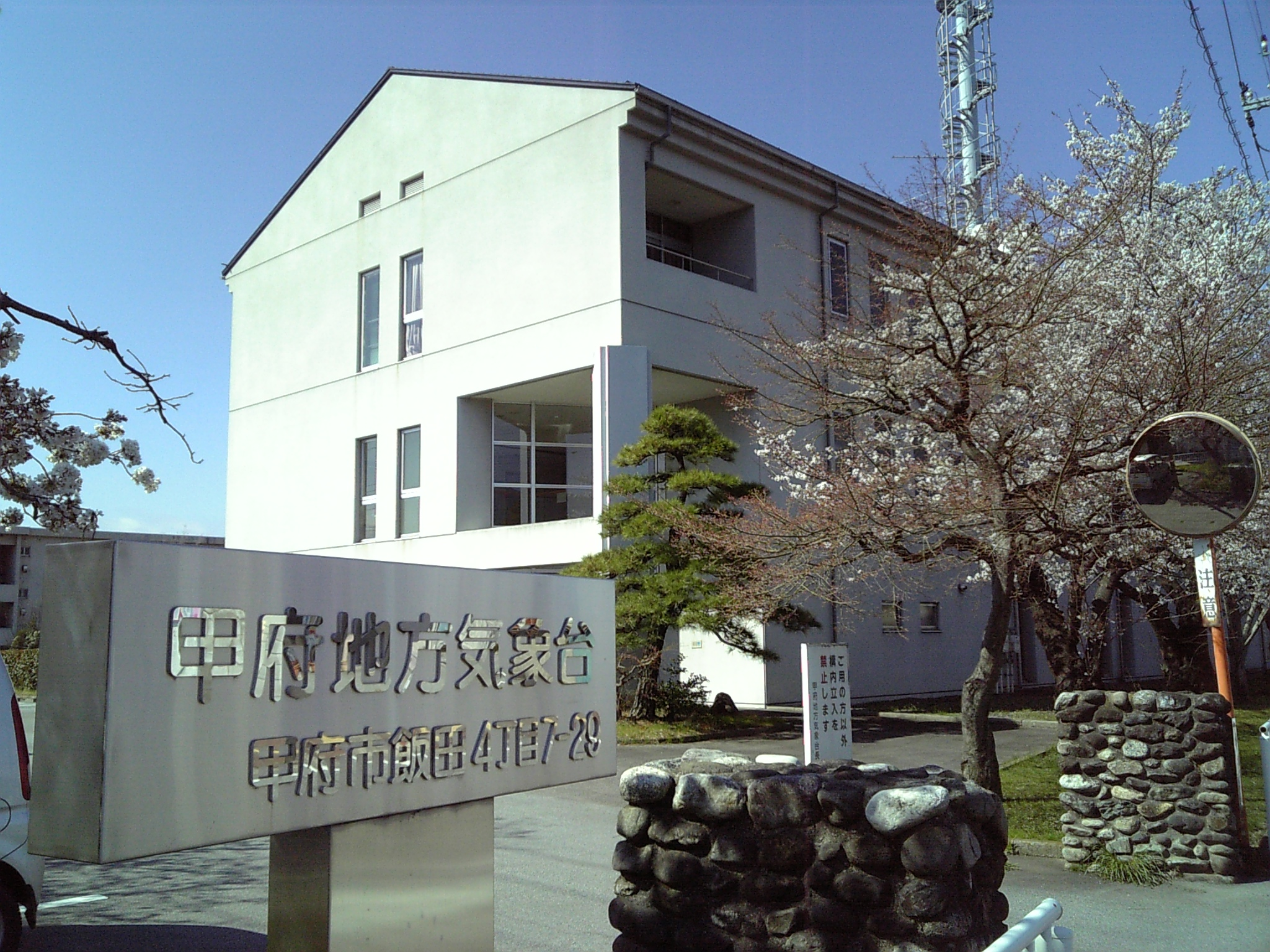
甲府地方気象台
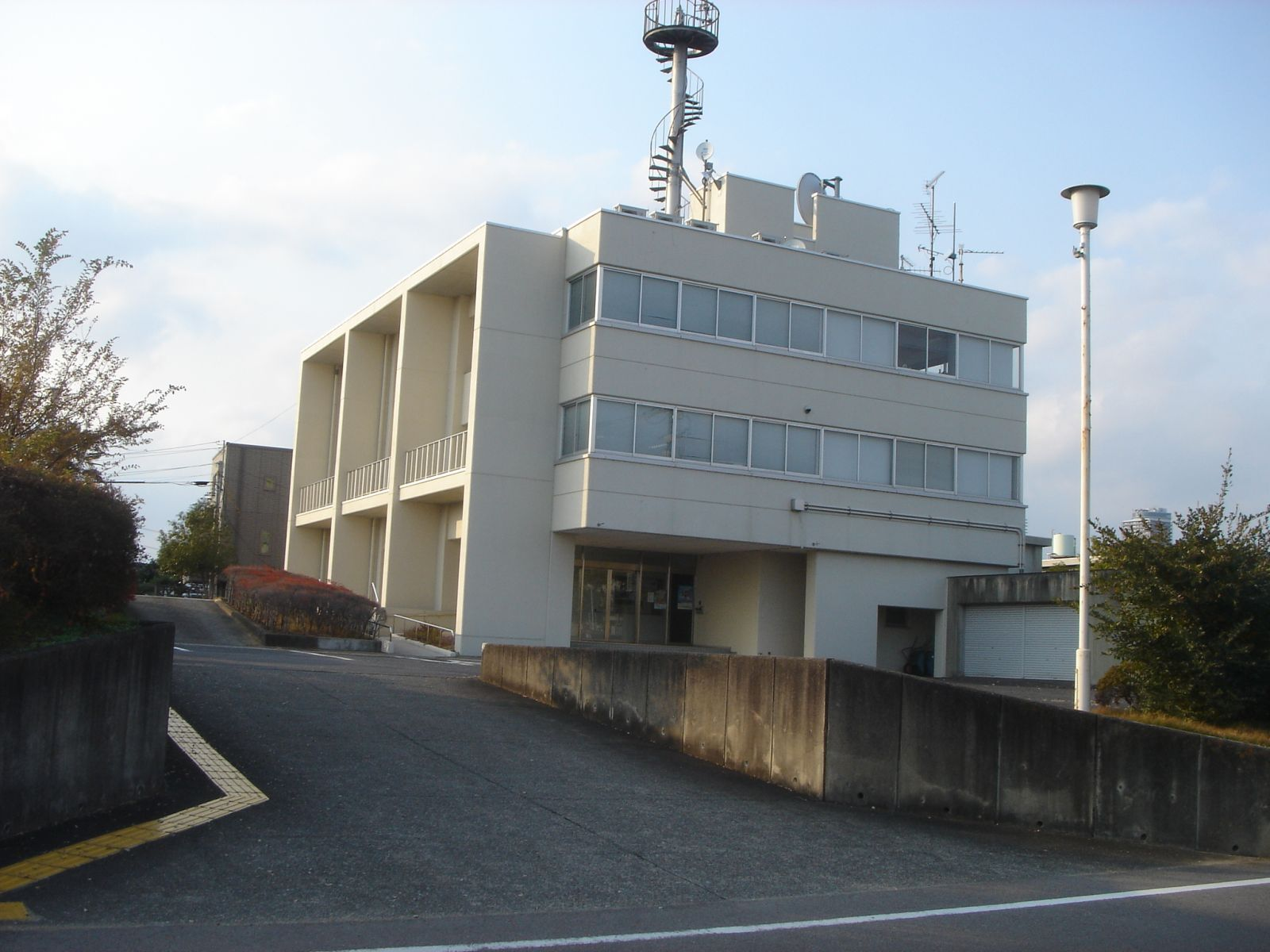
岐阜地方気象台
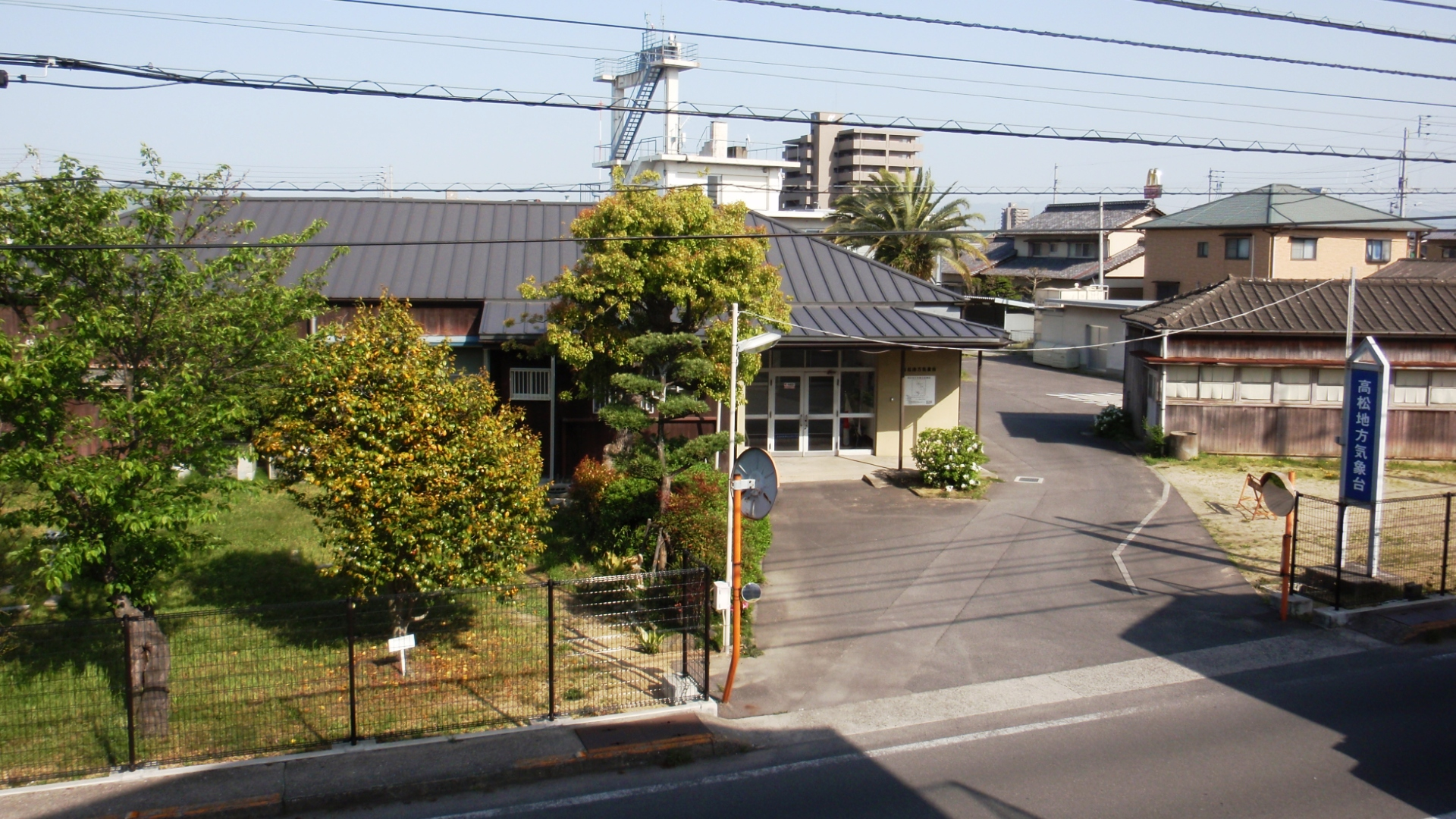
高松地方気象台
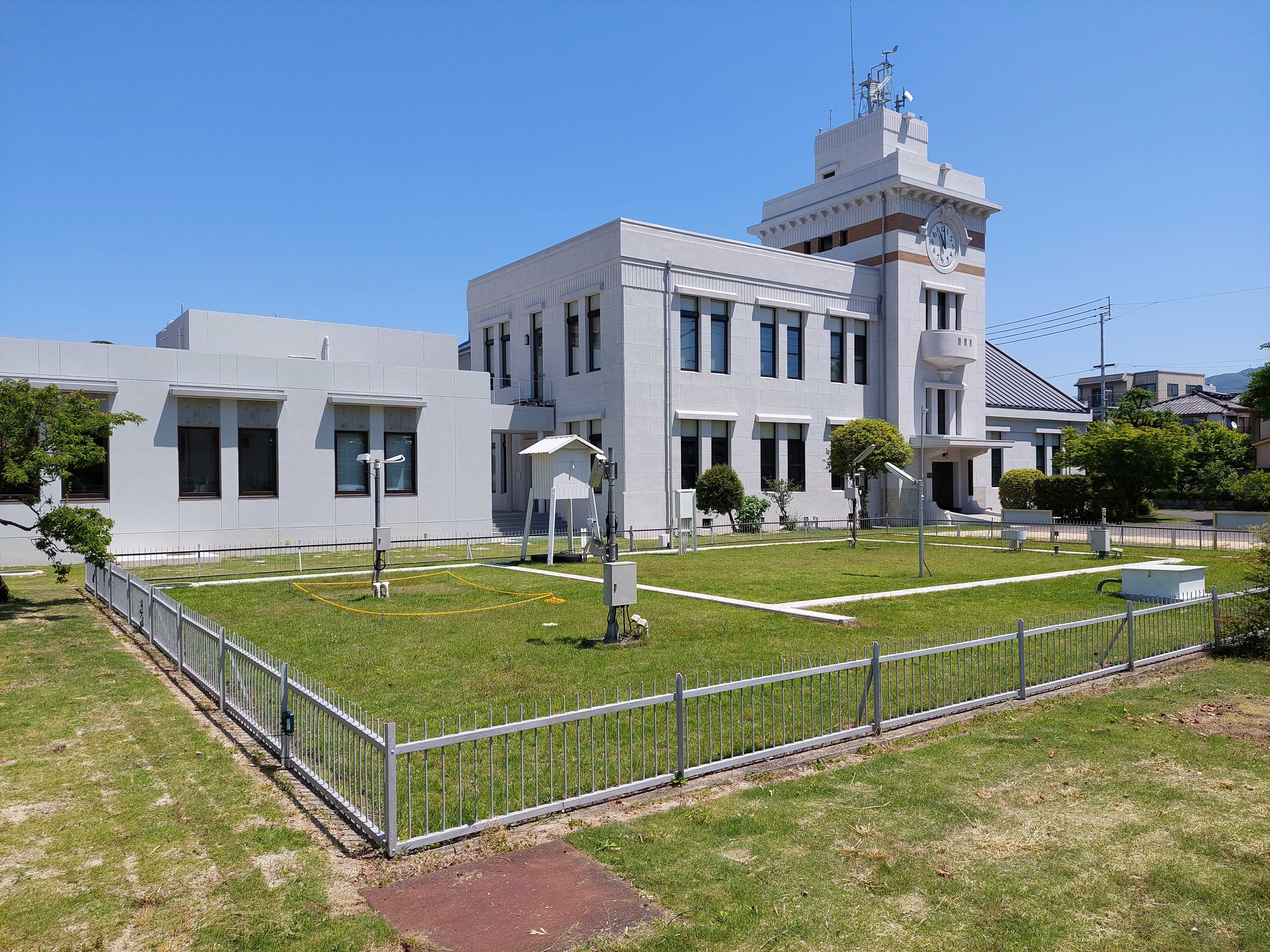
松山地方気象台
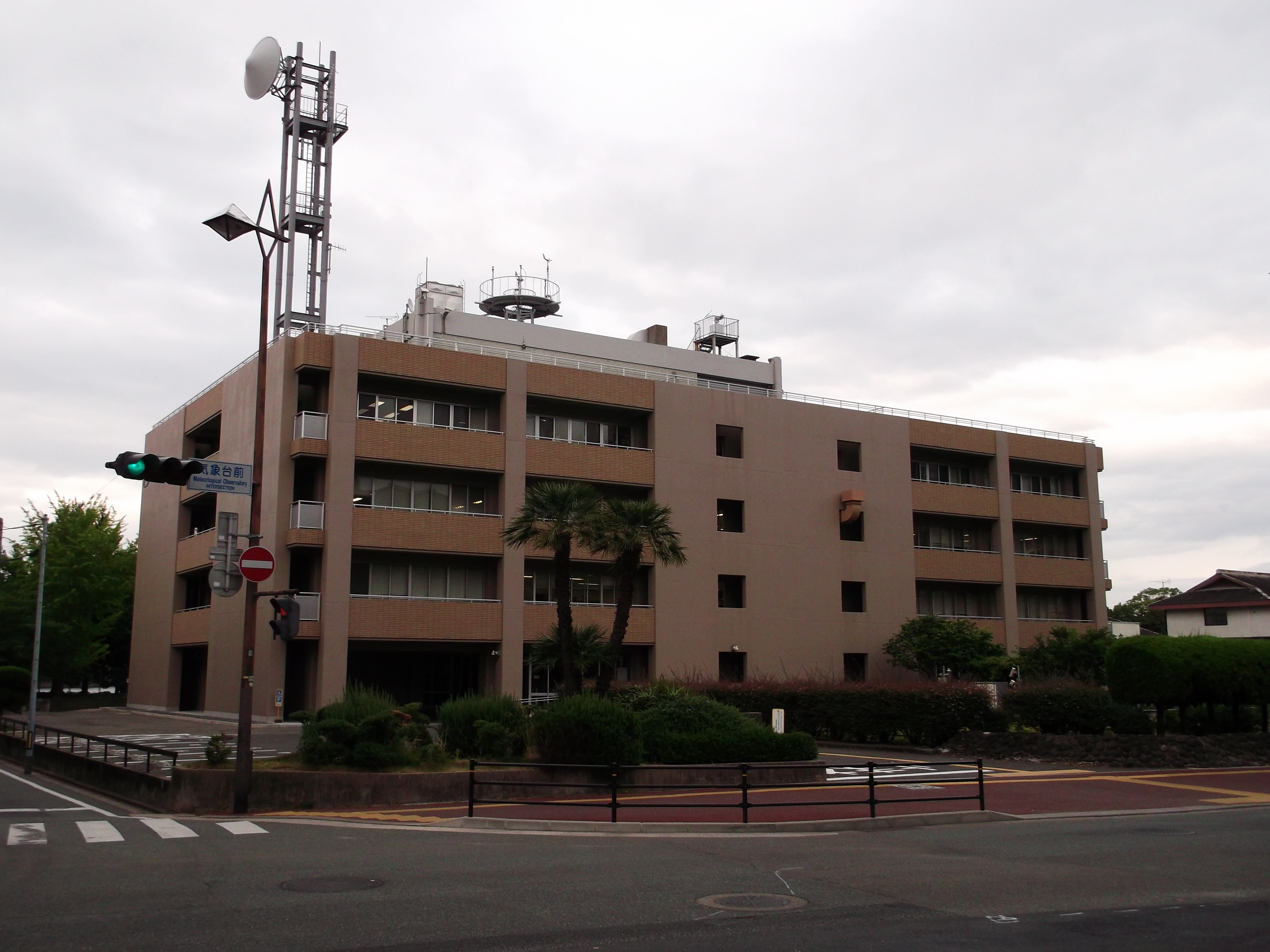
福岡管区気象台
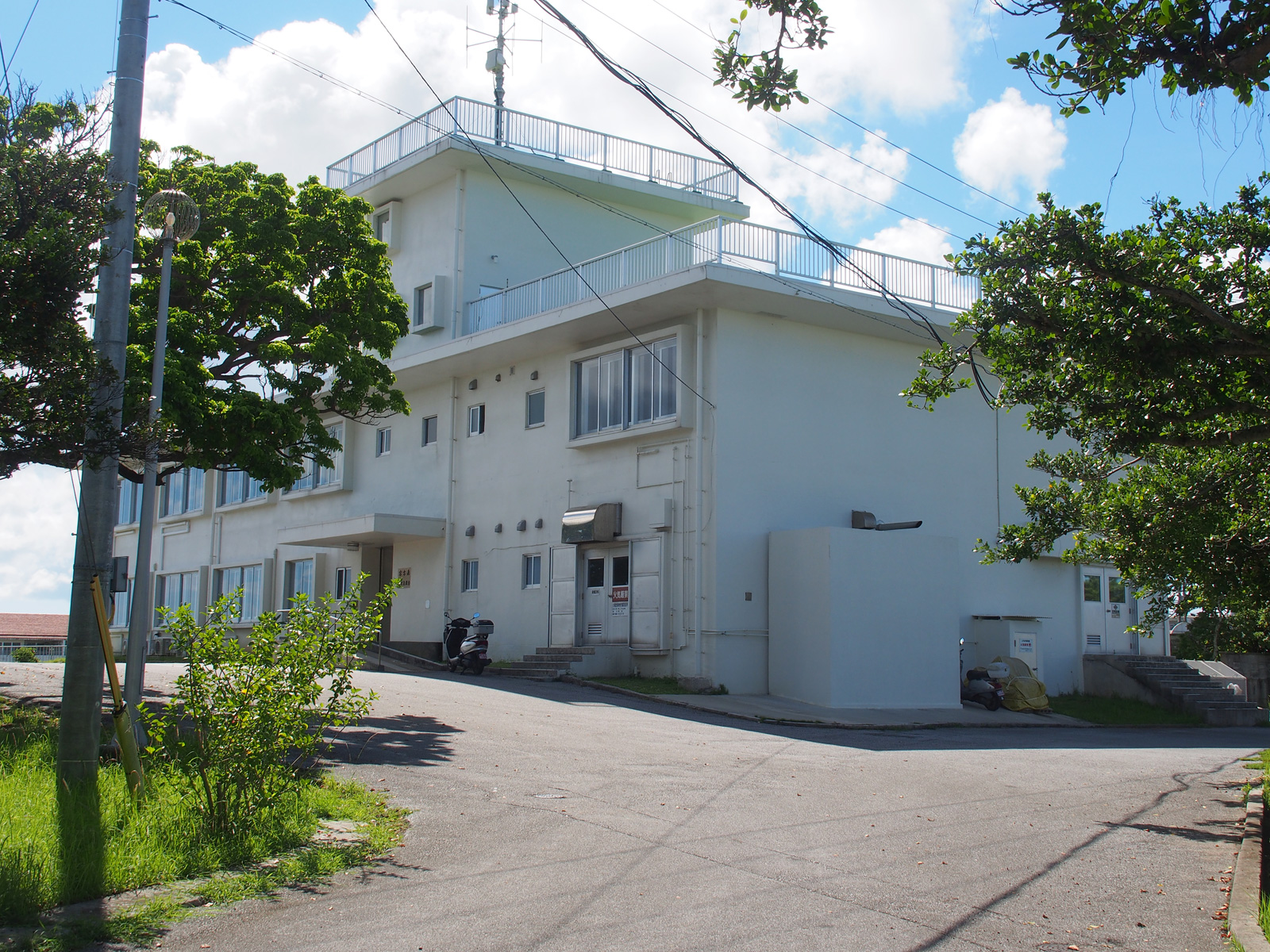
宮古島地方気象台